# James Flynn (schermidore)
James Hummitzsch Flynn (Paterson, 8 agosto 1907 – West Orange, 15 agosto 2000) è stato uno schermidore statunitense, vincitore di una medaglia di bronzo nella scherma ai giochi olimpici.